# Tor M. Aulin
Tor Magnus Aulin, född 12 september 1948 i Malmö, är en svensk informatiker, som var professor i informationsteori vid Chalmers tekniska högskola 2003–2012.
Aulin utexaminerades 1974 som civilingenjör vid Lunds tekniska högskola och disputerade i ämnet teletransmissionsteori den 15 november 1979 vid samma skola. Han blev docent där 1981. Efter ett utlandsuppehåll flyttade han 1983 till Chalmers tekniska högskola, där han först var docent och 2003 utnämndes till professor i informationsteori.
Aulins doktorsavhandling handlade om metoder för digital modulation som används i bland annat GSM och Bluetooth. Han är Life Fellow inom IEEE Han är försteförfattare till två publikationer som medtogs i den retrospektiva samlingsvolymen Best of the Best. Fifty Years of Communications and Networking Research vid 50-årsjubileet av IEEE Communications Society (COMSOC). Dessutom har han från Stiftelsen för Strategisk Forskning (SSF) emottagit Senior Individual Grant två gånger.
Aulin har även en examen från Musikhögskolan i Malmö i solocello.
I november 2012 meddelade Chalmers att Aulin var uppsagd från och med årsskiftet. Som huvudförklaring angavs "oacceptabelt och kränkande beteende mot medarbetare och chefer". En annan faktor var tweets mot olika offentliga debattörer, däribland Ann Heberlein och Anna Ek. Aulin förnekade att han skrivit tweetsen och hävdade att hans twitterkonto kapats. Chalmers utredning kom fram till att Aulin själv hade skrivit inläggen.